# 邁克·坎帕尼亞羅
邁克·坎帕尼亞羅（義大利語：Michele Campagnaro；1993年3月13日—）是一位意大利橄欖球運動員。他是意大利國家橄欖球隊的一員，代表意大利參加了2015年世界盃橄欖球賽。